# Marie Kean
Marie Kean (* 27. Juni 1918 in Rush, County Dublin; † 30. Dezember 1993 in Dublin) war eine irische Schauspielerin.

## Leben und Karriere
Marie Kean wuchs in dem Küstendorf Rush nahe Dublin auf und studierte nach ihrem Schulabschluss Schauspiel an der Gaiety School of Acting .
Kean war ab 1949 über Jahrzehnte Mitglied des berühmten Abbey Theatres in Dublin und erwarb sich an der Bühne den Ruf, eine der besten irischen Schauspielerinnen ihrer Generation gewesen zu sein. Sie trat in berühmten irischen Theaterstücken von John Millington Synge, Seán O’Casey und Brian Friel auf. 1968 spielte sie die Hauptrolle in der Uraufführung von John B. Keanes erfolgreichem Stück Big Maggie. Neben dem Abbey Theatre spielte sie auch zeitweise in der Royal Shakespeare Company klassische Shakespeare-Rollen. Keans Lieblingsrolle war die der Hausfrau Winnie in Samuel Becketts Stück Glückliche Tage. Diese Rolle spielte sie auch in einer gleichnamigen Fernsehproduktion, war ihr 1968 den Jacob’s Award – den irischen Fernsehpreis – einbrachte. 
Bekannt wurde Marie Kean in Irland auch durch die beliebte Radioserie The Kennedys of Castleross, in der sie der Matriarchin Mrs. Kennedy über die gesamte Laufzeit der Serie von 1955 bis 1973 sprach.
Als Filmschauspielerin war Kean erstmals 1956 in Jacqueline an der Seite von John Gregson zu sehen. Ihren wohl berühmtesten Filmauftritt übernahm sie 1975 in Stanley Kubricks Historiendrama Barry Lyndon, in dem sie die ehrgeizige Mutter von Barry Lyndon verkörperte. Sie arbeitete mit weiteren berühmten Regisseuren, so spielte sie eine bürgerliche Ehefrau in Roman Polańskis komödiantischen Thriller Wenn Katelbach kommt… (1966) und eine bigotte Ladenbesitzerin in einem irischen Dorf in David Leans Filmdrama Ryans Tochter (1970). Ihre letzten Kinorollen spielte sie 1987 in John Hustons James-Joyce-Literaturverfilmung Die Toten als konservative, strenge Mrs. Malins sowie in Jack Claytons Filmdrama Die große Sehnsucht der Judith Hearne an der Seite von Maggie Smith und Bob Hoskins. Zuletzt stand Marie Kean im Jahr 1990 für einen Fernseh-Mehrteiler vor der Kamera.
Marie Kean starb im Dezember 1993 im Alter von 75 Jahren. Aus ihrer Ehe mit William Mulvey, der bereits 1977 starb, hatte sie zwei Kinder.

## Filmografie (Auswahl)
- 1956: Jacqueline
- 1960: Aufstand im Morgengrauen (A Terrible Beauty)
- 1961: Das große Wagnis (The Big Gamble)
- 1962: Der Todeskandidat (The Quare Fellow)
- 1964: Die erste Nacht (Girl with Green Eyes)
- 1966: Wenn Katelbach kommt… (Cul-de-sac)
- 1966: Donegal, König der Rebellen (The Fighting Prince of Donegal)
- 1968: Die große Katharina (Great Catherine)
- 1970: Ryans Tochter (Ryan's Daughter)
- 1975: Barry Lyndon
- 1982: Angel
- 1987: Die große Sehnsucht der Judith Hearne (The Lonely Passion of Judith Hearne)
- 1987: Die Toten (The Dead)
- 1990: The Real Charlotte (Fernseh-Miniserie, 3 Folgen)